# Boroviće (Raška)
Boroviće (Servisch cyrillisch Боровиће) is een plaats in de Servische gemeente  Raška. De plaats telt 177 inwoners (2002).